# 小坂樹徳
小坂 樹徳（こさか きのり、1921年（大正10年）9月11日 - 2010年（平成22年）8月3日）は、日本の医学者、医学博士。専門は内科学、糖尿病学。東京大学名誉教授、虎の門病院名誉院長。日本人の糖尿病の原因や病態を明らかにし、診断法や治療法の確立に貢献した。

## 経歴
長野県下伊那郡座光寺村（現飯田市）出身。旧制飯田中学（長野県飯田高等学校）、 松本高等学校理科乙類を経て、1945年 東京帝国大学医学部卒業後、坂口康蔵教授の、東京帝国大学第三内科学教室入局。1966年から東京女子医科大学教授、1972年から82年まで東京大学医学部第三内科第6代教授。後任の教授は高久史麿。東京大学退官後は虎の門病院院長を歴任。
1983年から92年まで日本糖尿病学会理事長を務めた。

## 略歴
- 1945年 - 東京帝国大学医学部卒業、第三内科医員（坂口康蔵教授）
- 1959年 - 東京大学医学部第三内科講師（冲中重雄教授）
- 1966年 - 東京女子医科大学教授
- 1972年 - 東京大学医学部第三内科教授
- 1982年 - 虎の門病院院長

## 著作
主な著作は以下のとおり。
- 膵臓と内分泌 / 阿部正和、吉村不二夫と共著、協同医書出版社、1958
- 糖尿病研究 / 細谷憲政、織田敏次と共著、医学書院、1970
- 糖尿病の臨床 / 田辺製薬、1971.9
- 糖尿病 / 垂井清一郎、井出健彦と共著、朝倉書店、1975
- 新内科学大系. 46 B、中山書店、1975
- 糖尿病学 / 診断と治療社、1977.7
- 分冊内科学. 5、南江堂、1980.4
- 糖尿病のすべて / 葛谷信貞と共著、南江堂、1980.6、(内科シリーズ ; no.3)
- 糖尿病の成因 / 医歯薬出版、1980.9
- 糖尿病 / 医歯薬出版、1980.11
- 糖尿病 / 山村雄一と共著、中山書店、1980.11、(生涯教育シリーズ ; 7)
- グルコース負荷後の血中インスリン反応の特異性に基づく糖尿病早期診断法の確立 / 東京大学、1980-
- ホルモン、その他の生物活性物質のradioreceptor assayの開発とその基礎的、臨床的応用に関する研究 / 東京大学、1980-
- 分冊内科学. 10、南江堂、1981.2
- 現代の内科診断学 / 金原出版、1981.3
- 糖尿病の臨床検査 / 梶沼宏と共著、東京医学社、1981.10
- 糖尿病診療の実際 / 平田幸正と共著、東京医学社、1982.10
- 医学概論 / メヂカルフレンド社、1983.12、(最新看護学全書 ; 1)
- 糖尿病学 / 赤沼安夫と共著、診断と治療社、1985.10
- 思い出の坂口康藏先生 / 砂原茂一、小山善之、北本治と共著、診断と治療社、1985.11
- 糖尿病のある生活 / 講談社、1988.6、(講談社健康バイブル)
- 保健医療論 / メヂカルフレンド社、1997.1、(新版看護学全書 ; 第8巻)
- 生活習慣病の理解 / 文光堂、2000.5
- 治療法概説 / メヂカルフレンド社、2002.11、(新体系看護学 ; 第4巻)
- 現代医療論 / メヂカルフレンド社、2002.11、(新体系看護学 ; 第12巻)
- 病態と診療の基礎 / メヂカルフレンド社、2003.3、(新体系看護学 ; 第3巻)
- 糖尿病の発症と予防 / 文光堂、2005.3
- 糖尿病診療のあゆみと展望 / 門脇孝と共著、文光堂、2007.10
- リレー・エッセイ医学の道 / 二宮英温と共著、図書新聞、彩流社、2008.1